# Jack Dawson
Jack Dawson (Chippewa Falls, 17 de junho de 1889 -  Oceano Atlântico, 15 de abril de 1912) é um personagem baseado em um tripulante que morreu a bordo do Navio Titanic, do filme de 1997, Titanic. Este personagem foi criado especificamente para o longa, que foi escrito e dirigido por James Cameron para retratar o naufrágio ocorrido na vida real, em grandes efeitos especiais. Jack embarcou no RMS Titanic em 10 de abril de 1912 onde durante a viagem conheceu Rose DeWitt Bukater, com quem se apaixonou e viveu uma  aventura romântica. Jack Dawson morreu de hipotermia após o naufrágio do navio na madrugada de 15 de abril, onde seu corpo nunca foi encontrado.
Embora Jack Dawson foi um personagem fictício, há um túmulo com o nome "J. Dawson" no cemitério Fairview Cemetery em Halifax, Nova Escócia, onde 121 vítimas do naufrágio estão enterradas. O verdadeiro J. Dawson foi Joseph Dawson, um marinheiro que trabalhou no navio. "Depois que o filme saiu, nós descobrimos que havia uma lápide com o nome J. Dawson, e ficamos surpresos," disse o produtor do filme, Jon Landau, em uma entrevista. 

## Biografia

### Infância e Juventude
Jack Dawson nasceu perto de Chippewa Falls, Wisconsin em 15 de junho de 1889. Não se sabe quem eram seus pais, mas ele os conhecia e costumava pescar com seu pai no gelo. Em uma certa ocasião, Jack caiu num lago congelado, onde quase morreu de hipotermia.
Seus pais morreram quando ele tinha 15 anos em um incêndio, que resultou de nele começar a viver por conta própria e depois viajar pelo mundo. Em algum momento, ele conheceu Fabrizio De Rossi, na mais provável Itália, e ele se tornou seu melhor amigo, chegando a  viajar juntos. Enquanto crescia, ele foi para Monterrey (Califórnia), onde trabalhou em um barco, e em seguida, no cais de Santa Mônica (Califórnia), onde ele desenhou retratos por 10 centavos cada peça. Segundo  ele, Jack também passou algum tempo em Paris.

### A bordo doTitanic

#### Início de Viagem
Jack Dawson embarcou no RMS Titanic em 10 de abril de 1912. Ele era um artista pobre da terceira classe e foi capaz de embarcar no navio só depois de ganhar bilhetes em um jogo de sorte no poker, junto com Fabrizio. Em seus primeiros dias no Titanic, ele foi capaz de desfrutar de seu luxo e passar tempo com Fabrizio e um novo amigo, o Tommy, até que em um dia, ele encontrou Rose DeWitt Bukater, uma bela passageira de primeira classe, tentando cometer suicídio ao tentar pular da popa. Ela pretendia se matar, por causa de seu estilo de vida e seu casamento forçado com Caledon "Cal" Hockley.
Jack incentivou Rose não pular do navio, e quando ela estava prestes a voltar para dentro, a garota escorregou e gritou enquanto Jack a segurava. Isso atraiu a atenção dos membros da tripulação, que veio correndo para ajudar. Eles encontraram Jack e Rose  no chão, e juntos os homens deduziram que Jack estava violentando Rose, e chamaram Caledon. Cal tentou prender Jack e mostrou seu desprezo pelos passageiros da terceira classe, chamando Jack de "imundo", mas Rose deteve e explicou que Jack tinha a salvado. Cal depois relutantemente convidou Jack para um jantar com os passageiros da primeira classe, para ver como o jovem se sairia diante da alta sociedade.
No dia seguinte, Rose foi em busca de Jack e encontrou-o no convés, onde conversaram sobre suas vidas pessoais e privadas, bem como sonhos inatingíveis de Rose. Rose, em seguida, foi capaz de olhar alguns desenhos magníficos que Jack tinha desenhado e ficou surpreendida com eles. Mais tarde naquele dia, Jack mostrou a Rose como se cospe "corretamente"  até que foram encontra pela sua mãe de Rose, a viúva Ruth DeWitt Bukater, que mandou Rose ficar pronta para o jantar naquela noite.
Vendo o pobre rapaz, Molly Brown, uma passageira bem-humorada e de bom coração, levou Jack para sua suíte e emprestou-lhe um smoking originalmente destinado para seu filho. No jantar, Jack encantou os passageiros da primeira classe, na mesa, com suas piadas espirituosas e suas histórias fascinantes sobre a vida dele.

#### Relacionamento com Rose
Antes de sair da mesa onde estava, ele deixou uma bilhete na mão de Rose escrito: "Faça valer a pena. Encontre-me no relógio." Rose o encontrou e se juntou a ele em uma festa da tripulação da terceira classe, mas, no entanto, eles foram secretamente vigiados por Spicer Lovejoy, o criado de Cal.
No dia seguinte, Rose foi confrontada por sua mãe, que lhe pediu para que ela não visse Jack novamente, devido ao seu noivado com Cal, e os benefícios que o casamento traria para as duas. Jack percebeu isso e pegou emprestado um casaco de um passageiro para falar com ela despercebido. Rose pediu para que ele não a visse mais, pois estava noiva e isso lhe causaria complicações. Porém, após Jack lhe abrir os olhos do que Ruth e Cal estavam lhe transformando, – uma jovem presa à um certo padrão de classe – Rose se encontrou com ele na ponta da proa do navio, e juntos compartilharam seu primeiro beijo ao entardecer do dia 14 de abril. Mais tarde, Rose pede a Jack para que ele a desenhe nua, vestindo nada além do belo colar, o Coração do Oceano. Quando o desenho foi feito, Rose pede a Jack que coloque o colar de Cal de volta no cofre, e logo depois Rose e Jack foram perseguidos por Lovejoy, pelo navio a dentro. O casal se aventurou no porão de carga e fizeram amor no banco de trás de um carro novo, de marca Renault.

#### Naufrágio
Às 23h40 Rose informou a Jack que ela iria desembarcar com ele depois que o navio chegasse em Nova Iorque, e os dois testemunharam o navio se chocar contra um iceberg, enquanto estavam na proa. Jack e Rose perceberam que estava ocorrendo algo errado com o navio, e foram contar para Ruth e Cal, embora a tentativa serviu para Cal acusar Jack de roubo, por ter furtado seu colar, e mandou prendê-lo. Mais tarde, após o início dos lançamentos dos botes salva-vidas às 0h55, Rose encontrou Jack em uma sala rapidamente inundando. Ele foi acorrentado a um poste, mas ela usou um machado de incêndio para libertá-lo depois de não conseguir encontrar uma chave de reposição, pois Lovejoy tinha levado a outra. Eles encontram Fabrizio e Tommy atrás de um portão trancado  por dois tripulantes. Jack pega um banco próximo e com a ajuda de Fabrizio, Tommy e outro passageiro, destroem as grades, permitindo a libertação de alguns passageiros, em um ato heróico. No convés do navio Jack tenta encontrar um bote salva-vidas para ele, Rose, e seus amigos e quando não encontra, ele manda Fabrizio e Tommy irem para o outro lado do navio para procurar barcos salva-vidas para os quatro. Porém, Tommy foi baliado e Fabrizio eventualmente morre quando uma Chaminé do navio cai sobre ele. Ele então percebe que a tripulação está colocando as mulheres e crianças em primeiro lugar, e incentiva sua companheira entrar num dos botes, juntamente com Cal que aparece.
Quando Rose entra no bote salva-vidas n° 2, para escapar do naufrágio, ela em um esforço para evitar a perda de Jack, pulou de volta para o navio e fugiu dos disparos de Cal irritado que perseguiu-os através do navio com um revólver, com a intenção de matá-los. Jack e Rose escaparam de Cal, e após uma breve luta contra Lovejoy, eles encontram um menino chorando e esperando por seu pai retornar. Em um esforço para salvá-lo, Jack levou o menino, embora o pai do garoto, em seguida, veio e ficou enfurecido com Jack por levar seu filho. Ele pegou a criança e saiu, e duas portas se abriram devido a pressão da água, fazendo o casal ser carregado por uma correnteza e ficar preso a um portão. A última esperança dos dois, era um mordomo aterrorizado com uma chave para abrir as grades, no entanto, ele deixou cair a chave na água e correu para salvar sua vida. Jack pegou a chave e levou Rose de volta até o deque superior.
Quando o ângulo do Titanic se ergueu por volta das 2h15, Jack e Rose correram para popa do navio que se erguia cada vez mais, fazendo todos os passageiros pegarem em algo, em um esforço para evitar cair para fora do navio, que minutos depois se rachou em dois grandes pedaços e afundou.

#### Morte
Após o Titanic afundar por completo em 2h20 da madrugada do dia 15 de abril, Jack foi capaz de encontrar uma porta arrancada do navio, flutuando na água, e deixou Rose em cima dela enquanto centenas de pessoas se debatiam nas águas geladas do Atlântico Norte. Ele não conseguiu encontrar mais nada para ficar em cima, e começou a congelar na água gelada.
Em seus últimos momentos, Jack disse a Rose que não importasse o que acontecesse, ele não queria que ela desistisse de ter esperança e que, se ela continuasse em cima da porta, Rose ficaria bem e iria viver uma vida longa e feliz futuramente. Jack morreu de hipotermia, e seu corpo afundou para o fundo do oceano, fazendo-o ser sepultado no mar. Por razões desconhecidas, não houve registro da existência de Jack a bordo do Titanic, devido ele não ter comprado legalmente suas passagens e não ter feito o check-up ao embarcar.
Quanto a Rose,  foi resgatada pouco depois de seu amado afundar, por um dos botes, e sobreviveu ao naufrágio.